# J'aime les filles (chanson)
Pour les articles homonymes, voir J'aime les filles.
J'aime les filles est une chanson composée et interprétée par Jacques Dutronc et écrite par Jacques Lanzmann en 1967.

## Composition
L'introduction au piano est jouée par Alain Chamfort, alors pianiste dans le groupe de musiciens de Jacques Dutronc.
Les paroles de Jacques Lanzmann constituent une anaphore à partir de la phrase « J'aime les filles ». La narrateur déclare ainsi aimer les filles de Chez Castel, de chez Régine, qu'on voit dans Elle, des magazines, de chez Renault ou Citroën, des hauts fourneaux, qui travaillent à la chaîne... À dot, à papa, de Loth, sans papa, de Megève, de Saint-Tropez, qui font la grève, qui vont camper... De la Rochelle, de Camaret, intellectuelles, me font marrer, qui font vieille France, des cinémas, de l'assistance, dans l'embarras...

## Accueil
Le single s'est classé premier du hit-parade français le 6 mai 1967 durant trois semaines.

## Reprise
La chanson a été reprise par Hervé Cristiani en 1999.

## Dans la culture
La chanson est utilisée dans le film On connaît la chanson d'Alain Resnais en 1997.
Elle sert de musique dans les spots publicitaires des produits de coiffure Jacques Dessange. Dans celle pour l'enceinte connectée Amazon Echo, elle est utilisée pour le coming out d'une adolescente. Elle est également parodiée dans la musique J'aime les gnocchi de Lustucru.